# Kesrakoppa, Mudhol
Kesrakoppa là một làng thuộc tehsil Mudhol, huyện Bagalkot, bang Karnataka, Ấn Độ.